# Hamilton Road
Hamilton Road – miejscowość (community) w kanadyjskiej prowincji Nowa Szkocja, w hrabstwie Pictou (45°33′50″N, 62°44′11″W), na zachód od Westville; nazwa urzędowo zatwierdzona 16 czerwca 2005. Miejscowość należy do okręgu wyborczego (do rady hrabstwa) nr 7.